# 16253 Griffis
A 16253 Griffis (ideiglenes jelöléssel 2000 HJ52) a Naprendszer kisbolygóövében található aszteroida. A LINEAR projekt keretében fedezték fel 2000. április 29-én.